# Specie di Hahniidae
Di seguito vengono descritte tutte le 247 specie della famiglia di ragni Hahniidae note al dicembre 2012.

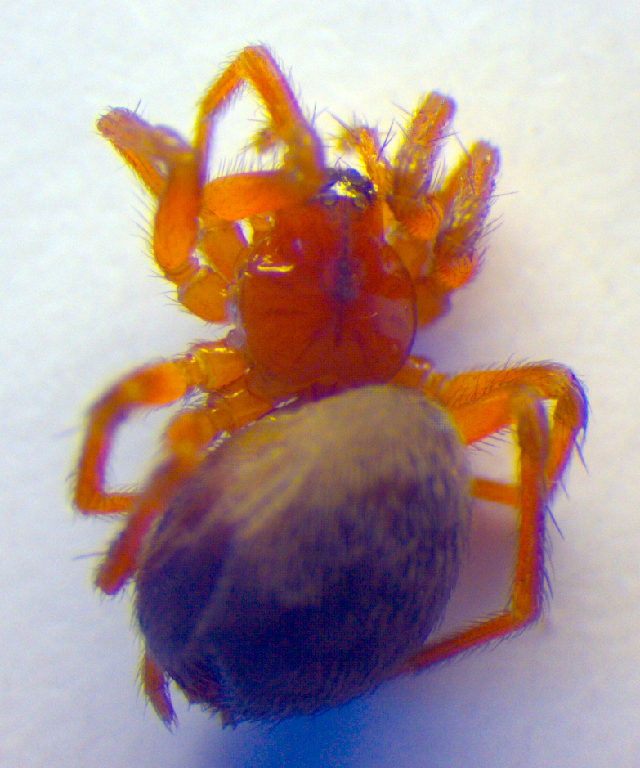
Antistea elegans

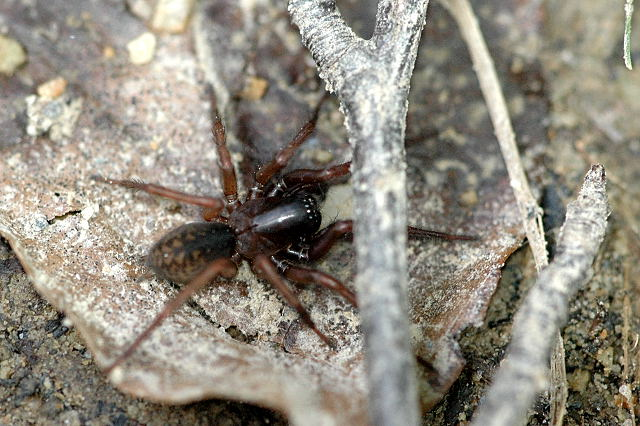
Cryphoeca silvicola, femmina

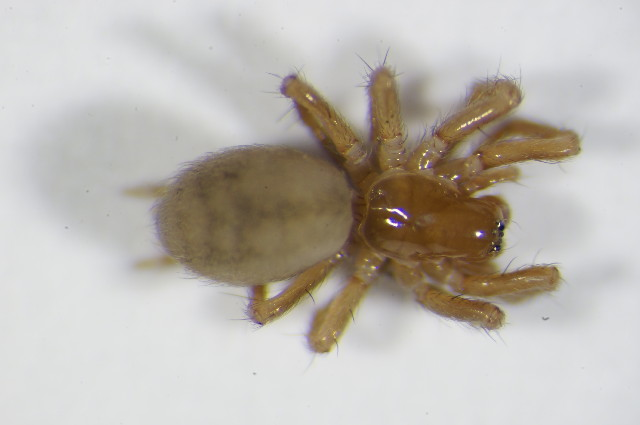
Hahnia helveola

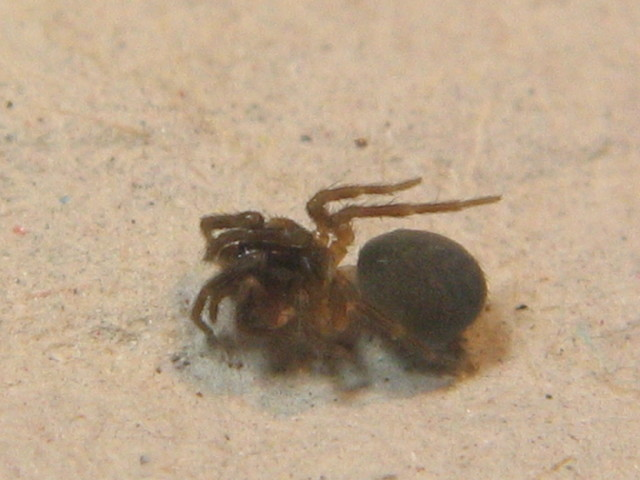
Hahnia nava

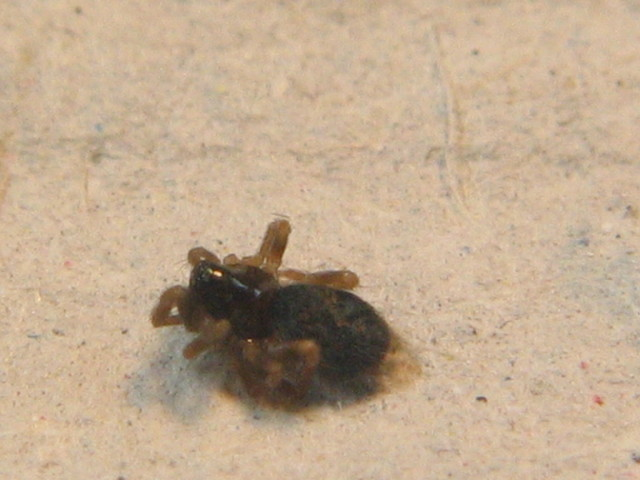
Hahnia ononidum

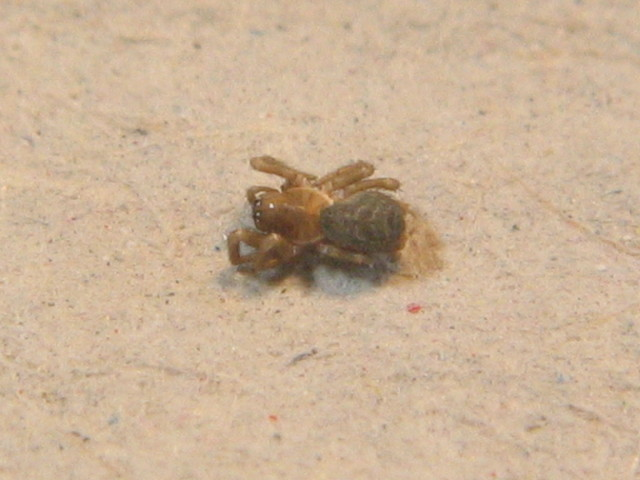
Hahnia pusilla

## Alistra
Alistra Thorell, 1894
- Alistra annulata Zhang, Li & Zheng, 2011 — Cina
- Alistra astrolomae (Hickman, 1948) — Tasmania
- Alistra berlandi (Marples, 1955) — Samoa
- Alistra centralis (Forster, 1970) — Nuova Zelanda
- Alistra hippocampa Zhang, Li & Zheng, 2011 — Cina
- Alistra inanga (Forster, 1970) — Nuova Zelanda
- Alistra longicauda Thorell, 1894 — Sumatra
- Alistra mangareia (Forster, 1970) — Nuova Zelanda
- Alistra mendanai Brignoli, 1986 — Isole Salomone, Isola Réunion
- Alistra myops (Simon, 1898) — Filippine
- Alistra napua (Forster, 1970) — Nuova Zelanda
- Alistra opina (Forster, 1970) — Nuova Zelanda
- Alistra personata Ledoux, 2004 — Isola Réunion
- Alistra pusilla (Rainbow, 1920) — Isola Lord Howe
- Alistra radleyi (Simon, 1898) — Sri Lanka
- Alistra reinga (Forster, 1970) — Nuova Zelanda
- Alistra stenura (Simon, 1898) — Sri Lanka
- Alistra sulawesensis Bosmans, 1992 — Sulawesi
- Alistra taprobanica (Simon, 1898) — Sri Lanka
- Alistra tuna (Forster, 1970) — Nuova Zelanda

## Amaloxenops
Amaloxenops Schiapelli & Gerschman, 1958
- Amaloxenops palmarum (Schiapelli & Gerschman, 1958) — Argentina
- Amaloxenops vianai Schiapelli & Gerschman, 1958 — Argentina

## Antistea
Antistea Simon, 1898
- Antistea brunnea (Emerton, 1909) — USA, Canada
- Antistea elegans (Blackwall, 1841) — Europa, Russia
  - Antistea elegans propinqua (Simon, 1875) — Francia

## Asiohahnia
Asiohahnia Ovtchinnikov, 1992
- Asiohahnia alatavica Ovtchinnikov, 1992 — Kazakistan, Kirghizistan
- Asiohahnia dzhungarica Ovtchinnikov, 1992 — Kazakistan
- Asiohahnia ketmenica Ovtchinnikov, 1992 — Kazakistan
- Asiohahnia longipes Ovtchinnikov, 1992 — Kirghizistan
- Asiohahnia spinulata Ovtchinnikov, 1992 — Kirghizistan

## Austrohahnia
Austrohahnia Mello-Leitão, 1942
- Austrohahnia praestans Mello-Leitão, 1942 — Argentina

## Calymmaria
Calymmaria Chamberlin & Ivie, 1937
- Calymmaria alleni Heiss & Draney, 2004 — USA
- Calymmaria aspenola Chamberlin & Ivie, 1942 — USA
- Calymmaria bifurcata Heiss & Draney, 2004 — USA
- Calymmaria californica (Banks, 1896) — USA
- Calymmaria carmel Heiss & Draney, 2004 — USA
- Calymmaria emertoni (Simon, 1897) — USA, Canada
- Calymmaria farallon Heiss & Draney, 2004 — USA
- Calymmaria gertschi Heiss & Draney, 2004 — USA
- Calymmaria humboldi Heiss & Draney, 2004 — USA
- Calymmaria iviei Heiss & Draney, 2004 — USA
- Calymmaria lora Chamberlin & Ivie, 1942 — USA
- Calymmaria minuta Heiss & Draney, 2004 — USA
- Calymmaria monicae Chamberlin & Ivie, 1937 — USA
- Calymmaria monterey Heiss & Draney, 2004 — USA
- Calymmaria nana (Simon, 1897) — USA, Canada
- Calymmaria orick Heiss & Draney, 2004 — USA
- Calymmaria persica (Hentz, 1847) — USA
- Calymmaria rosario Heiss & Draney, 2004 — Messico
- Calymmaria rothi Heiss & Draney, 2004 — USA
- Calymmaria scotia Heiss & Draney, 2004 — USA
- Calymmaria sequoia Heiss & Draney, 2004 — USA
- Calymmaria shastae Chamberlin & Ivie, 1937 — USA
- Calymmaria sierra Heiss & Draney, 2004 — USA
- Calymmaria similaria Heiss & Draney, 2004 — USA
- Calymmaria siskiyou Heiss & Draney, 2004 — USA
- Calymmaria sueni Heiss & Draney, 2004 — USA
- Calymmaria suprema Chamberlin & Ivie, 1937 — USA, Canada
- Calymmaria tecate Heiss & Draney, 2004 — Messico
- Calymmaria tubera Heiss & Draney, 2004 — USA
- Calymmaria virginica Heiss & Draney, 2004 — USA
- Calymmaria yolandae Heiss & Draney, 2004 — USA

## Cryphoeca
Cryphoeca Thorell, 1870
- Cryphoeca angularis Saito, 1934 — Giappone
- Cryphoeca brignolii Thaler, 1980 — Svizzera, Italia
- Cryphoeca carpathica Herman, 1879 — Europa orientale
- Cryphoeca exlineae Roth, 1988 — USA
- Cryphoeca lichenum L. Koch, 1876 — Germania, Austria
  - Cryphoeca lichenum nigerrima Thaler, 1978 — Germania, Austria
- Cryphoeca montana Emerton, 1909 — USA, Canada
- Cryphoeca nivalis Schenkel, 1919 — Svizzera, Austria, Italia
- Cryphoeca pirini (Drensky, 1921) — Bulgaria, Turchia
- Cryphoeca shingoi Ono, 2007 — Giappone
- Cryphoeca shinkaii Ono, 2007 — Giappone
- Cryphoeca silvicola (C. L. Koch, 1834) — Regione paleartica
- Cryphoeca thaleri Wunderlich, 1995 — Turchia

## Cryphoecina
Cryphoecina Deltshev, 1997
- Cryphoecina deelemanae Deltshev, 1997 — Montenegro

## Cybaeolus
Cybaeolus Simon, 1884
- Cybaeolus delfini (Simon, 1904) — Cile
- Cybaeolus pusillus Simon, 1884 — Cile, Argentina
- Cybaeolus rastellus (Roth, 1967) — Cile

## Dirksia
Dirksia Chamberlin & Ivie, 1942
- Dirksia cinctipes (Banks, 1896) — USA, Alaska
- Dirksia pyrenaea (Simon, 1898) — Francia

## Ethobuella
Ethobuella Chamberlin & Ivie, 1937
- Ethobuella hespera Chamberlin & Ivie, 1937 — USA
- Ethobuella tuonops Chamberlin & Ivie, 1937 — USA, Canada

## Hahnia
Hahnia C. L. Koch, 1841
- Hahnia abrahami (Hewitt, 1915) — Sudafrica
- Hahnia alini Tikader, 1964 — Nepal
- Hahnia arizonica Chamberlin & Ivie, 1942 — USA, Alaska
- Hahnia banksi Fage, 1938 — Costa Rica, Panama
- Hahnia barbara Denis, 1937 — Algeria
- Hahnia barbata Bosmans, 1992 — Sulawesi
- Hahnia benoiti Bosmans & Thijs, 1980 — Kenya
- Hahnia breviducta Bosmans & Thijs, 1980 — Kenya
- Hahnia caeca (Georgescu & Sarbu, 1992) — Romania
- Hahnia caelebs Brignoli, 1978 — Bhutan
- Hahnia cameroonensis Bosmans, 1987 — Camerun
- Hahnia candida Simon, 1875 — Europa, Nordafrica, Israele
- Hahnia carmelita Levy, 2007 — Israele
- Hahnia cervicornata Wang & Zhang, 1986 — Cina
- Hahnia chaoyangensis Zhu & Zhu, 1983 — Cina
- Hahnia cinerea Emerton, 1890 — Nordamerica
- Hahnia clathrata Simon, 1898 — Sudafrica
- Hahnia corticicola Bösenberg & Strand, 1906 — Russia, Cina, Corea, Taiwan, Giappone
- Hahnia crozetensis Hickman, 1939 — Isole Crozet
- Hahnia dewittei Bosmans, 1986 — Congo
- Hahnia difficilis Harm, 1966 — Europa centrale
- Hahnia eburneensis Jocqué & Bosmans, 1982 — Africa occidentale
- Hahnia eidmanni (Roewer, 1942) — Isola di Bioko (golfo di Guinea)
- Hahnia falcata Wang, 1989 — Cina
- Hahnia flagellifera Zhu, Chen & Sha, 1989 — Cina
- Hahnia flaviceps Emerton, 1913 — USA
- Hahnia gigantea Bosmans, 1986 — Africa centrale
- Hahnia glacialis Sorensen, 1898 — Regione olartica
- Hahnia harmae Brignoli, 1977 — Tunisia
- Hahnia hauseri Brignoli, 1978 — Isole Baleari
- Hahnia helveola Simon, 1875 — Europa
- Hahnia heterophthalma Simon, 1905 — Argentina
- Hahnia himalayaensis Hu & Zhang, 1990 — Cina
- Hahnia inflata Benoit, 1978 — Kenya
- Hahnia innupta Brignoli, 1978 — Bhutan
- Hahnia insulana Schenkel, 1938 — Madeira (Isole Baleari)
- Hahnia isophthalma Mello-Leitão, 1941 — Argentina
- Hahnia jocquei Bosmans, 1982 — Malawi
- Hahnia laodiana Song, 1990 — Cina
- Hahnia laticeps Simon, 1898 — Sudafrica
- Hahnia lehtineni Brignoli, 1978 — Bhutan
- Hahnia leopoldi Bosmans, 1982 — Camerun
- Hahnia liangdangensis Tang, Yang & Kim, 1996 — Cina
- Hahnia linderi Wunderlich, 1992 — Isole Canarie
- Hahnia lobata Bosmans, 1981 — Sudafrica
- Hahnia maginii Brignoli, 1977 — Regione paleartica
- Hahnia major Benoit, 1978 — Kenya
- Hahnia manengoubensis Bosmans, 1987 — Camerun
- Hahnia martialis Bösenberg & Strand, 1906 — Giappone
- Hahnia mauensis Bosmans, 1986 — Kenya
- Hahnia melloleitaoi Schiapelli & Gerschman, 1942 — Argentina
- Hahnia michaelseni Simon, 1902 — Cile, Argentina, Isole Falkland
- Hahnia microphthalma Snazell & Duffey, 1980 — Inghilterra, Germania, Ungheria
- Hahnia molossidis Brignoli, 1979 — Grecia
- Hahnia montana (Blackwall, 1841) — Europa, Russia
- Hahnia mridulae Tikader, 1970 — India
- Hahnia musica Brignoli, 1978 — Bhutan
- Hahnia naguaboi (Lehtinen, 1967) — Porto Rico
- Hahnia nava (Blackwall, 1841) — Regione paleartica
- Hahnia nigricans Benoit, 1978 — Kenya
- Hahnia nobilis Opell & Beatty, 1976 — Messico
- Hahnia obliquitibialis Bosmans, 1982 — Malawi
- Hahnia okefinokensis Chamberlin & Ivie, 1934 — USA
- Hahnia ononidum Simon, 1875 — USA, Canada, Europa, Russia
- Hahnia oreophila Simon, 1898 — Sri Lanka
- Hahnia ovata Song & Zheng, 1982 — Cina
- Hahnia petrobia Simon, 1875 — Europe
- Hahnia picta Kulczynski, 1897 — Europa
- Hahnia pinicola Arita, 1978 — Giappone
- Hahnia pusilla C. L. Koch, 1841 — Europa, Russia
- Hahnia pusio Simon, 1898 — Sri Lanka
- Hahnia pyriformis Yin & Wang, 1984 — Cina
- Hahnia reniformis Chen, Yan & Yin, 2009 — Cina
- Hahnia rossii Brignoli, 1977 — Italia
- Hahnia saccata Zhang, Li & Zheng, 2011 — Cina
- Hahnia sanjuanensis Exline, 1938 — USA, Messico
- Hahnia schubotzi Strand, 1913 — Africa centrale e orientale
- Hahnia senaria Zhang, Li & Zheng, 2011 — Cina
- Hahnia sexoculata Ponomarev, 2009 — Russia
- Hahnia sibirica Marusik, Hippa & Koponen, 1996 — Russia, Cina
- Hahnia simoni Mello-Leitão, 1919 — Brasile
- Hahnia sirimoni Benoit, 1978 — Kenya
- Hahnia spasskyi Denis, 1958 — Afghanistan
- Hahnia spinata Benoit, 1978 — Kenya
- Hahnia submaginii Zhang, Li & Zheng, 2011 — Cina
- Hahnia tabulicola Simon, 1898 — Africa
- Hahnia tatei (Gertsch, 1934) — Venezuela
- Hahnia thorntoni Brignoli, 1982 — Hong Kong
- Hahnia tikaderi Brignoli, 1978 — Bhutan
- Hahnia tortuosa Song & Kim, 1991 — Cina
- Hahnia tuybaana Barrion & Litsinger, 1995 — Filippine
- Hahnia ulyxis Brignoli, 1974 — Grecia
- Hahnia upembaensis Bosmans, 1986 — Congo
- Hahnia vangoethemi Benoit, 1978 — Kenya
- Hahnia vanwaerebeki Bosmans, 1987 — Camerun
- Hahnia veracruzana Gertsch & Davis, 1940 — Messico
- Hahnia xinjiangensis Wang & Liang, 1989 — Cina
- Hahnia yakouensis Chen, Yan & Yin, 2009 — Cina
- Hahnia yueluensis Yin & Wang, 1983 — Cina
- Hahnia zhejiangensis Song & Zheng, 1982 — Cina, Taiwan
- Hahnia zodarioides (Simon, 1898) — Sudafrica

## Harmiella
Harmiella Brignoli, 1979
- Harmiella schiapelliae Brignoli, 1979 — Brasile

## Iberina
Iberina Simon, 1881
- Iberina ljovuschkini Pichka, 1965 — Russia
- Iberina mazarredoi Simon, 1881 — Francia

## Intihuatana
Intihuatana Lehtinen, 1967
- Intihuatana antarctica (Simon, 1902) — Argentina

## Kapanga
Kapanga Forster, 1970
- Kapanga alta Forster, 1970 — Nuova Zelanda
- Kapanga festiva Forster, 1970 — Nuova Zelanda
- Kapanga grana Forster, 1970 — Nuova Zelanda
- Kapanga hickmani (Forster, 1964) — Isole Auckland
- Kapanga isulata (Forster, 1970) — Nuova Zelanda
- Kapanga luana Forster, 1970 — Nuova Zelanda
- Kapanga mana Forster, 1970 — Nuova Zelanda
- Kapanga manga Forster, 1970 — Nuova Zelanda
- Kapanga solitaria (Bryant, 1935) — Nuova Zelanda
- Kapanga wiltoni Forster, 1970 — Nuova Zelanda

## Lizarba
Lizarba Roth, 1967
- Lizarba separata Roth, 1967 — Brasile

## Neoantistea
Neoantistea Gertsch, 1934
- Neoantistea agilis (Keyserling, 1887) — USA, Canada
- Neoantistea alachua Gertsch, 1946 — USA
- Neoantistea caporiaccoi Brignoli, 1976 — Kashmir (Pakistan e India)
- Neoantistea coconino Chamberlin & Ivie, 1942 — USA
- Neoantistea crandalli Gertsch, 1946 — USA
- Neoantistea gosiuta Gertsch, 1934 — USA
- Neoantistea hidalgoensis Opell & Beatty, 1976 — Messico
- Neoantistea inaffecta Opell & Beatty, 1976 — Messico
- Neoantistea jacalana Gertsch, 1946 — Messico
- Neoantistea janetscheki Brignoli, 1976 — Nepal
- Neoantistea kaisaisa Barrion & Litsinger, 1995 — Filippine
- Neoantistea lyrica Opell & Beatty, 1976 — dal Messico alla Costa Rica
- Neoantistea magna (Keyserling, 1887) — USA, Canada, Alaska
- Neoantistea maxima (Caporiacco, 1935) — Kashmir (Pakistan e India)
- Neoantistea mulaiki Gertsch, 1946 — USA, Messico
- Neoantistea oklahomensis Opell & Beatty, 1976 — USA
- Neoantistea procteri Gertsch, 1946 — USA
- Neoantistea pueblensis Opell & Beatty, 1976 — Messico
- Neoantistea quelpartensis Paik, 1958 — Russia, Cina, Corea, Giappone
- Neoantistea riparia (Keyserling, 1887) — USA
- Neoantistea santana Chamberlin & Ivie, 1942 — USA
- Neoantistea spica Opell & Beatty, 1976 — Messico
- Neoantistea unifistula Opell & Beatty, 1976 — Messico

## Neoaviola
Neoaviola Butler, 1929
- Neoaviola insolens Butler, 1929 — Victoria

## Neocryphoeca
Neocryphoeca Roth, 1970
- Neocryphoeca beattyi Roth, 1970 — USA
- Neocryphoeca gertschi Roth, 1970 — USA

## Neohahnia
Neohahnia Mello-Leitão, 1917
- Neohahnia chibcha Heimer & Müller, 1988 — Colombia
- Neohahnia ernsti (Simon, 1897) — Isola Saint Vincent, Venezuela
- Neohahnia palmicola Mello-Leitão, 1917 — Brasile
- Neohahnia sylviae Mello-Leitão, 1917 — Brasile

## Pacifantistea
Pacifantistea Marusik, 2011
- Pacifantistea ovtchinnikovi Marusik, 2011 — Russia, Giappone

## Porioides
Porioides Forster, 1989
- Porioides rima (Forster, 1970) — Nuova Zelanda
- Porioides tasmani (Forster, 1970) — Nuova Zelanda

## Rinawa
Rinawa Forster, 1970
- Rinawa bola Forster, 1970 — Nuova Zelanda
- Rinawa cantuaria Forster, 1970 — Nuova Zelanda
- Rinawa otagoensis Forster, 1970 — Nuova Zelanda
- Rinawa pula Forster, 1970 — Nuova Zelanda

## Scotospilus
Scotospilus Simon, 1886
- Scotospilus ampullarius (Hickman, 1948) — Tasmania
- Scotospilus bicolor Simon, 1886 — Tasmania
- Scotospilus divisus (Forster, 1970) — Nuova Zelanda
- Scotospilus maindroni (Simon, 1906) — India
- Scotospilus nelsonensis (Forster, 1970) — Nuova Zelanda
- Scotospilus plenus (Forster, 1970) — Nuova Zelanda
- Scotospilus wellingtoni (Hickman, 1948) — Tasmania
- Scotospilus westlandicus (Forster, 1970) — Nuova Zelanda

## Tuberta
Tuberta Simon, 1884
- Tuberta maerens (O. P.-Cambridge, 1863) — dall'Europa all'Azerbaigian
- Tuberta mirabilis (Thorell, 1871) — Italia

## Willisus
Willisus Roth, 1981
- Willisus gertschi Roth, 1981 — USA